# SpamAssassin
SpamAssassin är ett program för skräppostfiltrering. Det har moduler för olika tekniker som bayesiska filter, statistiska filter, svart- och vitlistning, DKIM, SPF och så vidare. Det kan integreras med en e-postserver för att testa all inkommande (och utgående) e-post, eller köras av en enskild användare på enskilda mail eller en hel brevlåda.
SpamAssassin har tilldelats priset ”Linux New Media Award 2006” för bästa Linux-baserade skräppostfilter.